# Reichtum ist keine Schande
Reichtum ist keine Schande (The Jerk) ist eine US-amerikanische Filmkomödie von Carl Reiner aus dem Jahr 1979 und der erste Spielfilm, in dem Steve Martin eine Hauptrolle spielte.

## Handlung
Navin Johnson ist der adoptierte weiße Sohn einer afroamerikanischen Familie auf dem Land. Eines Tages macht er sich auf den Weg nach St. Louis. Unterwegs nimmt er eine Stellung als Tankwart an und repariert nebenbei die zerbrochene Brille eines Kunden mit einem Eigenbau. Nachdem er zufällig zur Zielscheibe eines verrückten Waffennarren wurde, schließt er sich einem Wanderzirkus an. Dort lernt er Marie kennen und lieben; diese trennt sich jedoch von ihm, da er ihr keine finanzielle Sicherheit bieten kann. Unerwartet wird Navin durch seine Erfindung des sogenannten „Opti-Grab“-Brillenhalters auf einen Schlag zum reichen Mann. Daraufhin heiratet er Marie und zieht mit ihr in ein extravagantes Anwesen. Sein Reichtum zerrinnt jedoch so schnell wie er gekommen ist, als schwere Nebenwirkungen des Brillenhalters bekannt werden und er mit Schadensersatzklagen überzogen wird. 
Johnson landet daraufhin als Obdachloser in der Gosse, bis er von Marie und seinen Adoptiveltern gefunden wird. Diese hatten zwischenzeitlich das von ihm nach Hause gesandte Geld investiert, sodass auch Navins Auskommen wieder gesichert ist.

## Rezeption

### Kritiken
Roger Ebert schrieb in der Chicago Sun-Times vom 1. Juni 1979, dass er den Film nicht sonderlich witzig finde, da dieser nur aus faden Gags ohne echte Komik bestehe. Das Lexikon des internationalen Films sah eine „überdrehte Komödie“, die „den amerikanischen Karriere-Traum mit teils witzigen, teils plumpen Gags“ karikiere.

### Auszeichnung
Das American Film Institute wählte den Film im Jahr 2000 auf Platz 89 der 100 besten amerikanischen Filmkomödien aller Zeiten.